# Marilena Marinache
Marilena Marinache (Bucarest, 3 febbraio 1963) è un'ex cestista rumena.

## Carriera
Con la Romania ha disputato due edizioni dei Campionati europei (1985, 1987).